# Hadites tegenarioides
Hadites tegenarioides là một chi nhện đơn loài trong họ Agelenidae. Chúng được Eugen von Keyserling miêu tả đầu tiên năm 1862 và mới chỉ được tìm thấy ở Croatia.